# Юбилейный (Тульская область)
Юбилейный — посёлок в Щёкинском районе Тульской области России.
В рамках административно-территориального устройства относится к Яснополянской сельской администрации Щёкинского района, в рамках организации местного самоуправления входит в сельское поселение Яснополянское.

## География
Расположен в 5 км к северу от железнодорожной станции города Щёкино.

## Население
| 2002 | 2010 |
| ---- | ---- |
| 613  | ↗816 |